# Demerara
Demerara – dawna kolonia holenderska istniejąca w latach 1746-1815, położona nad rzeką Demerara, w środkowej części obecnej Gujany.
Początki kolonii sięgają 1746 roku, gdy nad rzeką Demerara powstała pierwsza plantacja. Jej inicjatorem był Storm van 's-Gravesande, gubernator sąsiedniej kolonii Essequibo, pod zwierzchnictwem której Demerara znajdowała się do 1772 roku. Kolonia szybko się rozwijała i wkrótce przerosła kolonię macierzystą, w 1769 roku licząc 5967 niewolników. Podobnie jak w Essequibo, w kolonii osadzało się wielu Brytyjczyków – w 1770 roku zarządzali oni około 1/3 spośród 130 tamtejszych plantacji.
W latach 1782–1784, podczas IV wojny angielsko-holenderskiej Demerara okupowana była przez wojska brytyjskie. Po raz kolejny kolonia znalazła się w rękach brytyjskich w 1796 roku, po czym została zwrócona Holendrom w 1801 roku. W 1803 roku Demerarę raz jeszcze zajęli Brytyjczycy, formalne zrzeczenie się władzy nad kolonią przez Holandię nastąpiło w 1815. W tym samym roku Demerara została połączona z Essequibo w jedną kolonię – Demerarę-Essequibo, która w późniejszym czasie weszła w skład Gujany Brytyjskiej.
Stolicą kolonii było miasto Stabroek (obecnie Georgetown).
Głównymi roślinami uprawianymi na plantacjach Demerary były trzcina cukrowa, kawowce, bawełna, a także kakaowce oraz ryż. Od kolonii pochodzi nazwa rodzaju brązowego cukru – Demerara.